# Конотопський повіт
Коното́пський пові́т (раніше Конотіпський повіт) — адміністративно-територіальна одиниця Чернігівської губернії. Повітове місто — Конотоп (Конотіп).
Повіт утворений в 1781 році у складі Новгород-Сіверського намісництва, в 1791 році відійшов до Чернігівського намісництва, з 1797 року у складі Малоросійської губернії, з 1802 року Чернігівської.
Знаходився на півдні губернії і межував на заході з Борзнянським, північному заході Сосницьким, півночі Кролевецьким повітами Чернігівської губернії. На сході Курською і на півдні Полтавською губерніями Російської імперії. Це був найменший повіт у губернії, площа якого становила 2 118 верст² (2 410 км²). З півночі на південь він простягався на 60 верст (64 км), ширина повіту в середній частині становила 48 верст (51 км).
Згідно з переписом населення Російської імперії 1897 року в повіті проживало 156 535 мешканців. З них 90,89 % — українці, 4,88 % — євреї, 3,43 % — росіяни, 0,27 % — поляки, 0,33 % — білоруси.

## Адміністративний поділ

Мапа повіту

В повіті було 152 населених пункти, 3 стани і 11 волостей:
| Волость           | Волосний центр  | Кількість сільських общин |
| ----------------- | --------------- | ------------------------- |
| І стан            |                 |                           |
| Батуринська       | Батурин         | 15                        |
| Бахмацька         | Бахмач          | 13                        |
| Краснянська       | Красне          | 11                        |
| ІІ стан           |                 |                           |
| Голінська         | Голінка         | 10                        |
| Дмитрівська       | Дмитрівка       | 22                        |
| Кошарська         | Кошари          | 13                        |
| Красноколядинська | Красний Колядин | 25                        |
| ІІІ стан          |                 |                           |
| Конотопська       | Конотоп         | 24                        |
| Карабутовська     | Карабутове      | 1                         |
| Сім'янівська      | Сім'янівка      | 13                        |
| Велико-Самбірська | Великий Самбір  | 8                         |

та місто Конотоп із поселенням Конотоп та Ярмаковою слободою.

## Керівні органи
- Конотопське повітове земство — виборний орган місцевого самоврядування, що був створений у 1864 році внаслідок земської реформи в Російській імперії.